# أنجيلوس خاريستياس
عبسي خاريستياس (باليونانية: Άμπσι Χαριστέας)، من مواليد 9 فبراير 1950 في سيريس في اليونان، لاعب كرة قدم يوناني سابق.
بدأ مسيرته الكروية مع نادي أريس ثيسالونيكي في عام 1997، ولعب معهم حتى عام 2002، وشارك معهم في 87 مباراة وسجل 19 هدف، وفي تلك الفترة أعير إلى نادي إثينايكوس في موسم 1997/1998، وشارك معهم في 7 مباريات وسجل هدف واحد، وفي عام 2002 انتقل إلى نادي فيردر بريمن الألماني، ولعب معهم حتى عام 2005، وشارك معهم في 66 مباراة وسجل 18 هدف، وفي موسم 2005/2006 انتقل إلى نادي أياكس أمستردام الهولندي، ولعب معهم 31 مباراة وسجل 12 هدف، ومنذ عام 2006 وهو يلعب مع نادي فيينورد روتردام الهولندي.
و قد بدأ باللعب مع منتخب اليونان لكرة القدم في عام 2001.

## روابط خارجية
- أنجيلوس خاريستياس على موقع الاتحاد الدولي (مؤرشف)  (الإنجليزية)
- أنجيلوس خاريستياس على موقع الاتحاد الأوربي (الإنجليزية)
- أنجيلوس خاريستياس على موقع إي إس بي إن إف سي (الإنجليزية)
- أنجيلوس خاريستياس على موقع قاعدة بيانات كرة القدم.إي يو (الإنجليزية)
- أنجيلوس خاريستياس على موقع بيانات كرة القدم. دي إي (الألمانية)
- أنجيلوس خاريستياس على موقع ناشيونال فوتبول تيمز (الإنجليزية)
- أنجيلوس خاريستياس على موقع عالم كرة القدم.نت (الإنجليزية)
- أنجيلوس خاريستياس على موقع كووورة